# Mata-mata

A mata-mata (Chelus fimbriata), também escrito mata mata, ou matamatá, é uma espécie de cágado de água doce pertencente à família Chelidae. Encontrada predominantemente nas águas doces da América do Sul, na bacia do Amazonas e do Orinoco, é um animal carnívoro que se alimenta de invertebrados aquáticos e peixes.

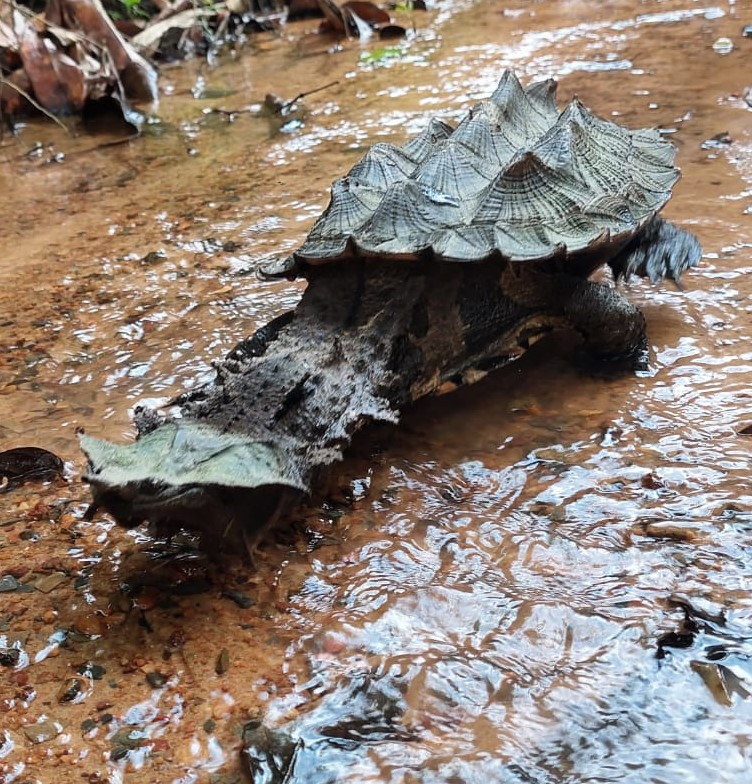
C. fimbriata em soltura.
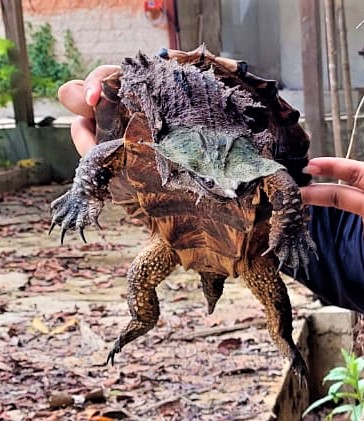
Visão do plastrão do Mata-mata

## Descrição

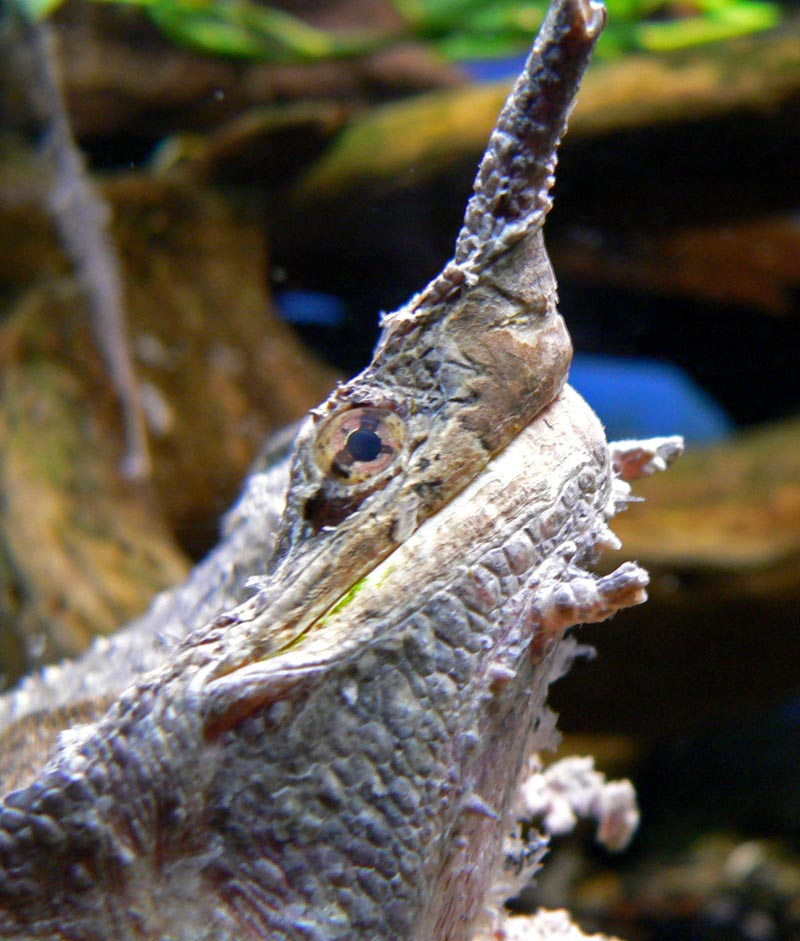
Close-up da cabeça de uma mata-mata.

A mata-mata tem uma aparência bem diferente dos demais cágados. Tem uma carapaça marrom (castanha) ou preta e pode medir até 44.9 cm. A couraça é reduzida, estreita, sem articulações, encurtada na frente e reta atrás.
A cabeça também é bastante distinta, triangular, grande, extremamente achatada. Tem numerosas abas de pele. Tem dois barbilhos no queixo e dois adicionais barbilhos filamentosos na mandíbula. O focinho é longo e tubiforme. A mandíbula superior não é nem curva nem chanfrada.
Cabeça, pescoço, rabo e membros são marrons acinzentados nos adultos. O pescoço é bastante longo, maior que a vértebra dentro da carapaça, e é franjado com pequenas abas de pele ao longo dos dois lados, assemelhando-se a um galho de árvore.
Cada pata dianteira tem cinco garras com membranas natatórias. Machos têm couraças côncavas e rabos compridos e longos.
Não é classificado no CITES.o.

## Habitat e Ecologia
O C. fimbriata é uma espécie tropical de várzea altamente aquática, igualmente em áreas florestais e em habitats de savana fluvial, ocorrendo em muitos rios da Amazônia e no Rio Orinoco, prefere rios lentos, lagos calmos, pântanos e brejos. Seu habitat compreende o norte da Bolívia, leste do Peru, Equador, leste da Colômbia, Venezuela, as Guianas e o norte e centro do Brasil.

## Dieta
Alimenta-se por sucção, é considerada uma espécie preferencialmente piscívora, havendo também registros de consumo de pequenos roedores, aves, sapos e girinos, mas as mandíbulas são incapazes de mastigar e a presa é engolida inteira.

## Comportamento
Prefere águas rasas onde possa alcançar a superfície para respirar. Pode segurar a respiração por muito tempo, ficando imóvel no fundo. Prefere rastejar no fundo a nadar e, sempre que possível, evita expor-se à luz do sol. Caso perceba um predador à espreita, ela fica submersa e imóvel, com suas abas esquisitas ajudando-a a se camuflar na vegetação cercante, até que um peixe chegue perto. Então a mata-mata impulsiona sua cabeça para fora e abre sua enorme boca o máximo que puder, criando uma pressão que suga a presa para dentro da boca. Ao fechar a boca, a água é expelida lentamente, e o peixe é engolido inteiro. A presa precisa ser do tamanho apropriado para a tartaruga; mata-matas não conseguem mastigar muito bem devido à anatomia de sua boca.

## Reprodução
Os machos exibem-se para as fêmeas estendendo seus membros, baforando a cabeça em direção à fêmea com a boca semiaberta, e movendo as abas laterais da cabeça. A ninhada ocorre de Outubro até Dezembro na Amazônia superior. De 12 a 28 ovos de 35 mm de diâmetro, frágeis e esféricos, são depositadas num ninho. Os animais recém-nascidos são mais coloridos que os adultos, com tons de rosa e vermelho na cara e no casco.

## Distribuição Geográfica[6]
Países de sua distribuição: Brasil, Colômbia, Venezuela, Peru, Bolívia, Equador, Guiana Francesa, Guiana e Trinidade e Tobago. Alguns autores relatam que a espécie ocorre no Suriname, entretanto, não encontramos registros de ocorrência para este país.
Distribuição no Brasil: espécie Amazônica que tem distribuição nos estados do Amazonas, Pará, Rondônia, Roraima, Acre, Mato Grosso, Amapá, Maranhão, Tocantins e divisa oeste do estado de Goiás.